# 薩尼艾卡區

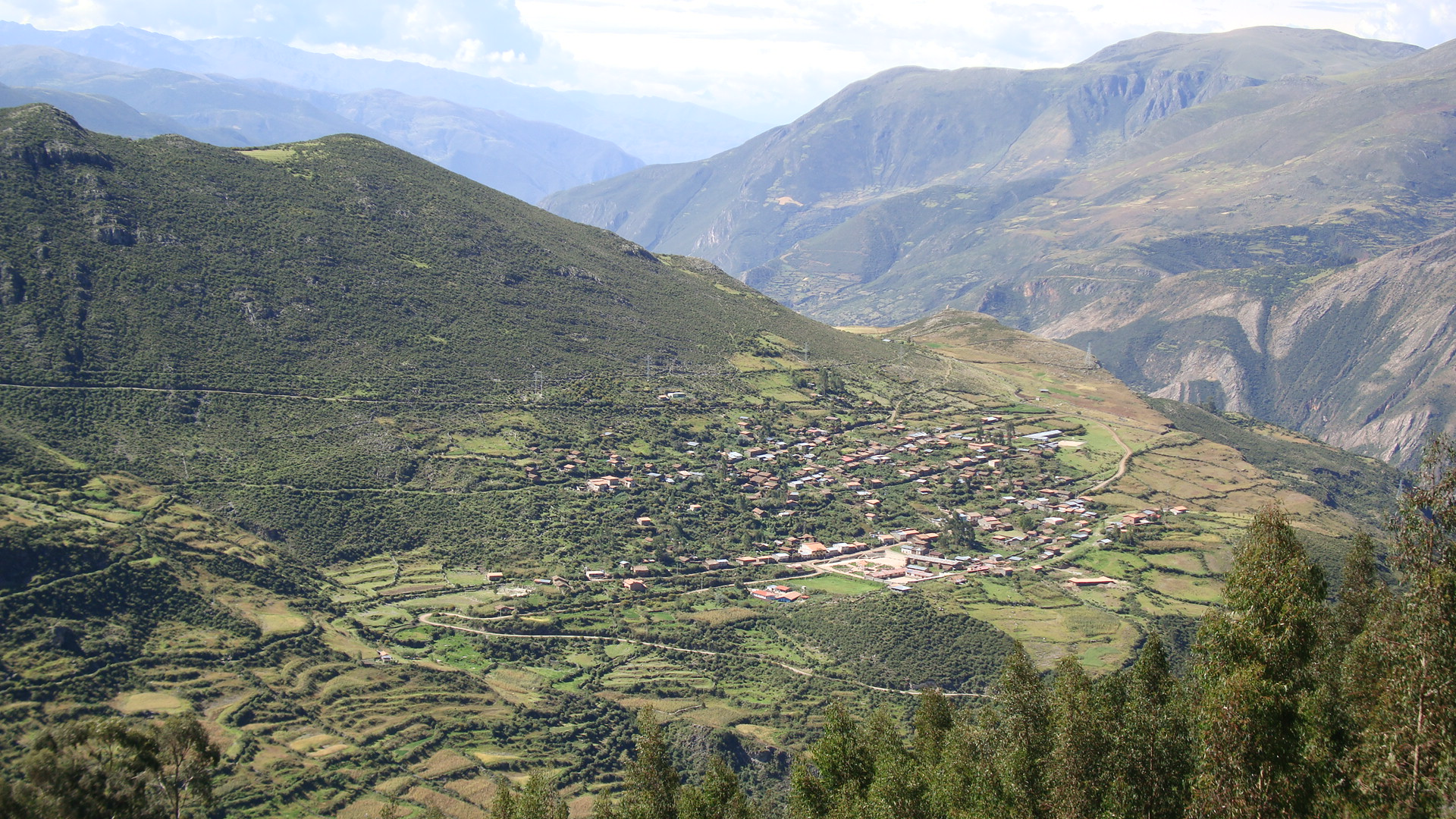

14°12′33″S 73°21′43″W / 14.20917°S 73.36194°W
薩尼艾卡區（西班牙語：Distrito de Sañayca），是秘魯的一個區，位於該國南部阿普里馬克大區的艾馬賴斯省，始建於1944年11月14日，面積448.9平方公里，海拔高度3,370米，2005年人口1,354，人口密度每平方公里3人。